# Siegfried Lorisch

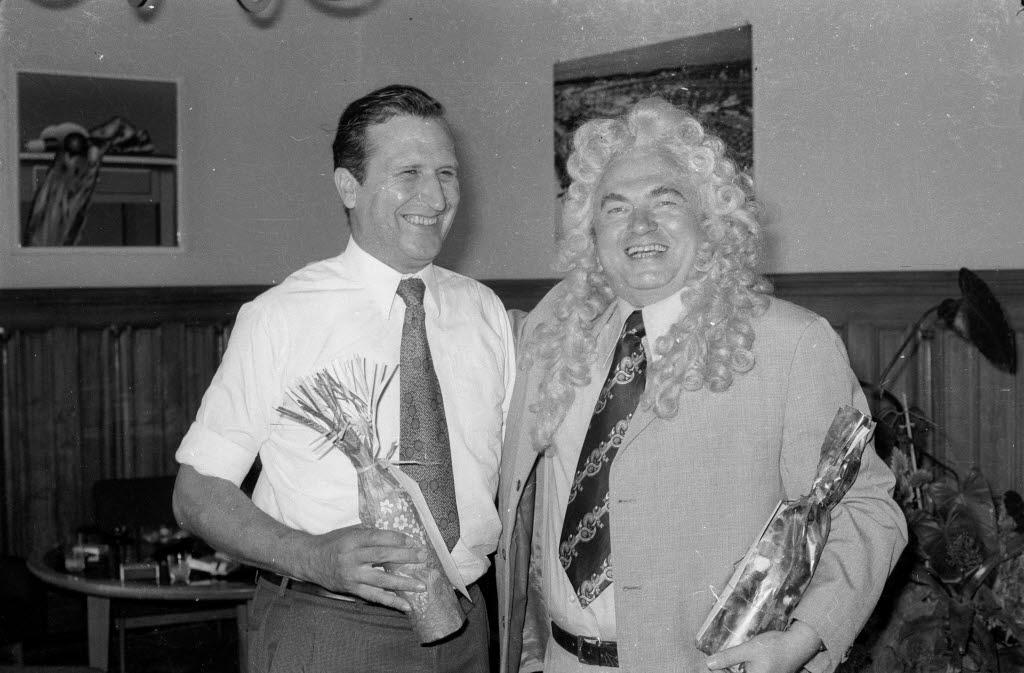
Lorisch als Asmus Bremer mit dem Kieler OB Günther Bantzer

Richard Heinrich Siegfried Lorisch (* 31. August 1923 in Cottbus; † 19. März 1992 in Oldenburg) war ein deutscher Schauspieler bei Bühne und Fernsehen.

## Leben und Wirken
Lorisch erhielt seine künstlerische Ausbildung während des Zweiten Weltkriegs bei Heinrich George und gab unter ihm sein Debüt am Schiller-Theater der Reichshauptstadt. Dann wurde er eingezogen und spielte an einer Frontbühne. Nach Kriegsende waren Cottbus, Chemnitz, Bremerhaven, Oberhausen und Kiel, wo Lorisch u. a. 1966 in George Bernard Shaws Die heilige Johanna, im Jahr darauf in Eugene O’Neills Ein Mond für die Beladenen und 1970 in Henrik Ibsens Ein Volksfeind auftrat, weitere Theaterstationen. Ab 1972 gehörte er dem Ensemble des Oldenburgischen Staatstheaters an. Nebenbei machte er auch Hörfunk und arbeitete als Synchronsprecher. Vor die Kamera trat Siegfried Lorisch erstmals 1964 mit einer Pfarrerrolle. Er blieb bis 1978 fernsehpräsent und verkörperte dort bullige Typen und wuchtige Respektspersonen, darunter einen Oberwachtmeister und einen Bürgermeister, einen Major und einen Lehrer. In Kiel verkörperte er bis 1978 mit dem Bürgermeister Asmus Bremer die Kieler Geschichte des 17. und frühen 18. Jahrhunderts nicht nur beim Kieler Umschlag und der Kieler Woche.
Siegfried Lorisch war ab 1955 mit Marianne Margarete Malecki verheiratet. Er starb 1992 im Klinikum Oldenburg.

## Filmografie
- 1964: Der Bürge
- 1966: Weihe des Hauses
- 1968: Die Geschichte von Vasco
- 1970: Schlagzeilen über einen Mord
- 1970: Krebsstation
- 1970: Recht oder Unrecht (Fernsehserie, Folge Gerechtigkeit für Dettlinger)
- 1972: Happy End oder Wie ein kleines Heilsarmeemädchen Chicagos größte Verbrecher in die Arme der Gesellschaft zurückführte
- 1973: Das gefährliche Leben
- 1973: Lokaltermin (Fernsehserie, Folge 13 Der Schutzmann von Köpenick)
- 1973: Polizeistation (Fernsehserie, Folge 11 Die Umsteiger)
- 1973: Der Edison von Schöneberg
- 1978: Aus dem Logbuch der Peter Petersen (Fernsehserie, Folge 11 Flucht in die Nordsee)